# Trebbin
Trebbin är en stad i Tyskland, belägen i Landkreis Teltow-Fläming i förbundslandet Brandenburg, 39 km söder om centrala Berlin.  Stadskommunen bildades i sin nuvarande form 2003 ur det tidigare kommunalförbundet Amt Trebbin.

## Geografi
Trebbin ligger mellan Teltowplatån och Fläming, vid en sänka öster om floden Nuthe. I ortens utkant ligger delar av naturreservatet Nuthe-Nieplitz.

### Administrativ indelning

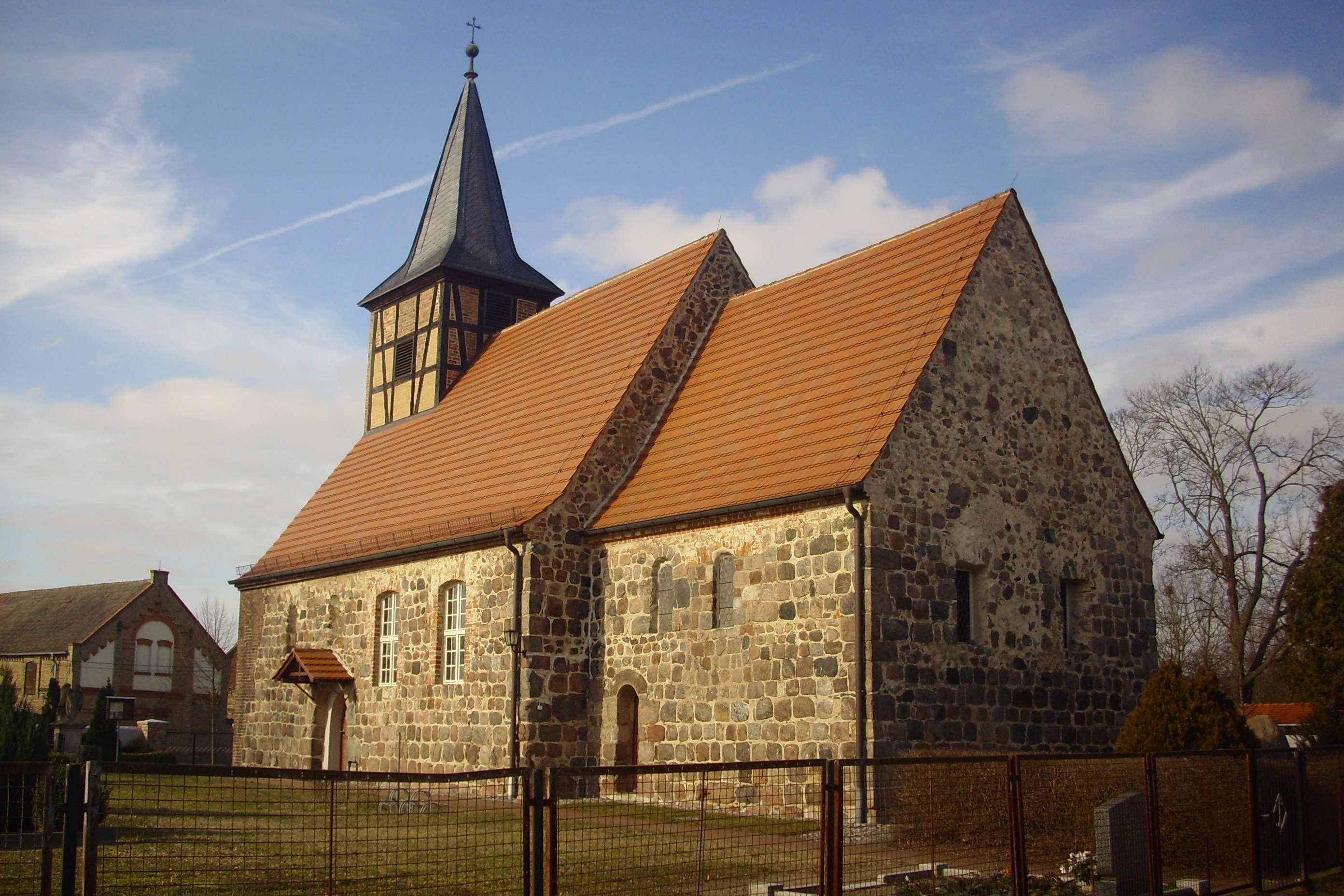
Thyrows kyrka

Följande orter utgör administrativa kommundelar i Trebbins stadskommun:
- Blankensee vid sjön och herrgården med samma namn.
- Christinendorf
- Glau i Glauer Bergen, med Friedensstadt
- Grossbeuthen med Kleinbeuthen
- Klein Schulzendorf
- Kliestow
- Löwendorf
- Lüdersdorf
- Märkisch Wilmersdorf, före 20 oktober 1937 Wendisch Wilmersdorf
- Schönhagen med Schloss Schönhagen och Schönhagens flygfält
- Stangenhagen
- Thyrow
- Trebbins stadskärna
- Wiesenhagen, före 8 januari 1938 Neuendorf.

## Historia
Enligt forskaren Gerhard Schlimpert finns två möjliga tydningar av ortsnamnet, som har västslaviskt ursprung: antingen handlar det om en plats med relation till en person med namnet Treba, eller så handlar det om ett ortnamn bildat av stammen Trebyn- som syftar på en röjd tidigare skogsmark (jämför svenskans -ryd).
Platsen koloniserades av tysktalande bosättare i början av 1200-talet och stadens borg omnämns första gången i skrift 1213, då en Arnoldus de Trebin var länsherre på borgen.  Staden erhöll stadsrättigheter 1315.
Under 1500-talet härjades staden flera gånger av bränder, den svåraste 1565 då endast kyrkan och ett fåtal hus klarade sig.  Åren 1534 och 1566 härjades staden av pesten.  Trettioåriga kriget var också förödande för staden; av 149 hus återstod endast 24 hus med 25 invånare år 1648.  1722 blev staden garnisonsstad.
1813 besegrade en fransk kår under marskalk Oudinot en preussisk brigad under August von Thümen vid staden.  År 1840 anslöts staden till järnvägsnätet på sträckan Berlin - Halle an der Saale.  Staden hade omkring 1 800 invånare år 1850.

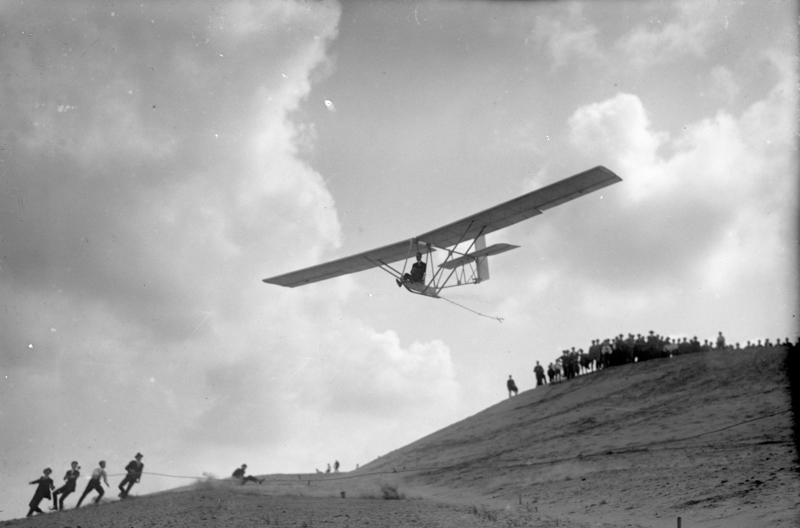
Segelflygning från Trebbiner Bergen, 1932.

Under slutet av 1800-talet inrättades i orten en cigarrfabrik, ett ångsvarveri och en tegelfabrik.  Även trädgårdsplantager blev en viktig näring i orten, som snabbt växte.  Orten hade 6 594 invånare år 1875 och  7 565 invånare 1910.
Under 1920- och 1930-talen uppfördes nya bostadsområden i staden.  I Schönhagen utanför staden grundades Schönhagens flygfält som den tyska rikssegelflygskolan, och här fanns även en flygteknisk ingenjörsskola.  Orten nådde sin största befolkning, över 11 000 personer, strax efter andra världskriget, då många flyktingar från tidigare tyska områden öster om Oder tillfälligt slog sig ner i staden.
Mellan 1992 och 2003 slogs staden i flera omgångar ihop med omkringliggande byar till en större stadskommun.

## Kultur och sevärdheter

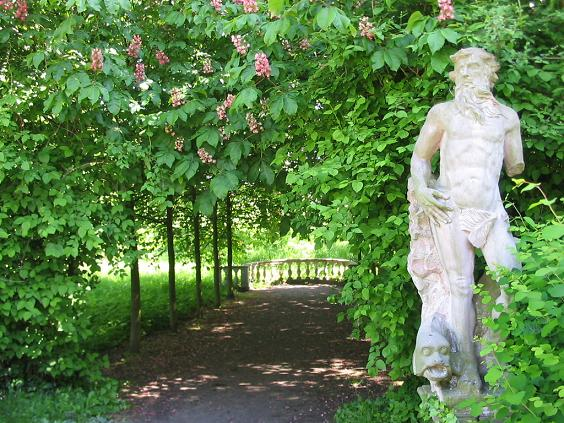
Parken vid Blankensees herrgård

- Friedensstadt Weissenberg i Glau, kyrklig bosättning grundad på 1920-talet.
- Mariakyrkan i Trebbin, uppförd på 1740-talet på platsen för stadens medeltida kyrka.
- Herrgården i Märkisch Wilmersdorf, med park och gård
- Blankensees herrgård, med park
- Bykyrkorna i Blankensee, Christinendorf, Grossbeuthen, Märkisch Wilmersdorf, Thyrow
- 1800-talsbebyggelse i Trebbins stadskärna
- Rådhuset, uppfört 1939-1940.

## Kommunikationer

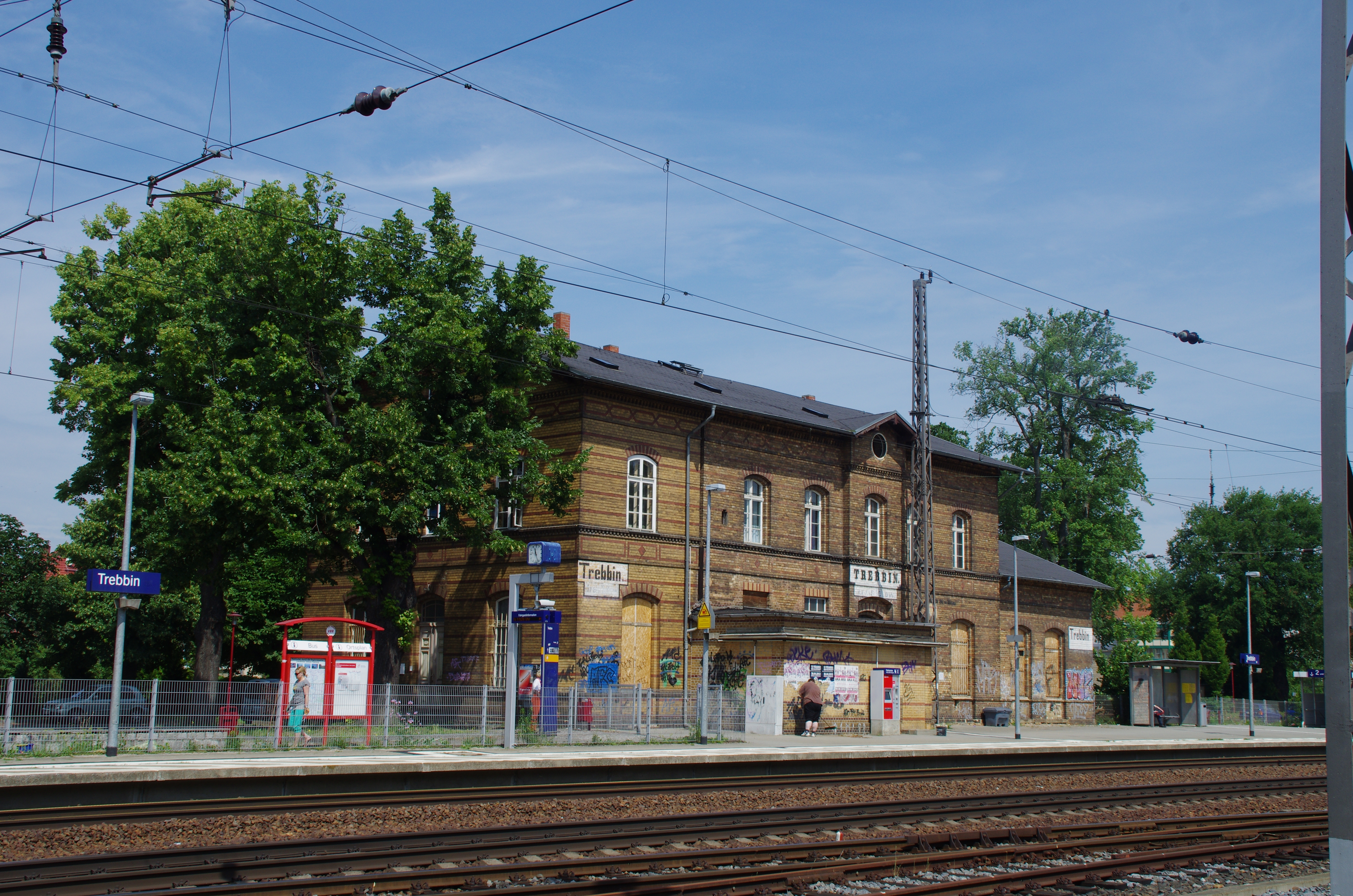
Trebbins järnvägsstation.

Den nord-sydliga förbundsvägen Bundesstrasse 101 (Berlin - Aue) och den öst-västliga Bundesstrasse 246 (Biederitz - Eisenhüttenstadt) korsas i staden.
Trebbin har en järnvägsstation på linjen Berlin - Wittenberg - Halle an der Saale/Leipzig, som trafikeras med regionalexpresståg på linjen RE5 (Wittenberg/Falkenberg an der Elster – Jüterbog – Berlin – Neustrelitz – Rostock/Stralsund).
Flygfältet i Schönhagen är ett viktigt centrum för sport- och privatflyg i Brandenburg.

## Kända ortsbor

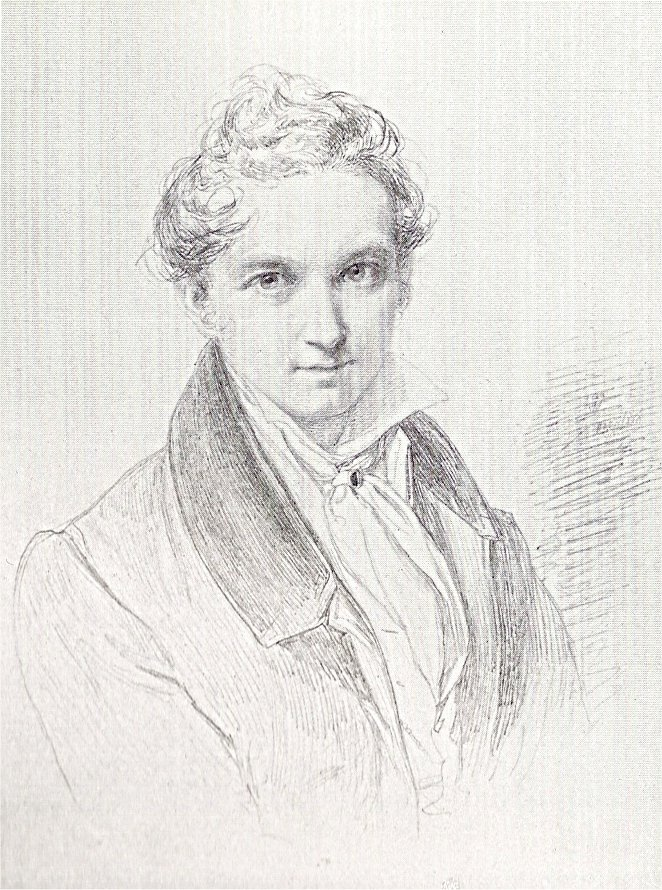
Självporträtt av Wilhelm Hensel, 1829.

- Wilhelm Hensel (1794-1861), porträttmålare, make till Fanny Hensel.

## Vänorter
- Weil am Rhein, Baden-Württemberg,  Tyskland
- Bognor Regis, West Sussex,  Storbritannien